# Sanbō-in

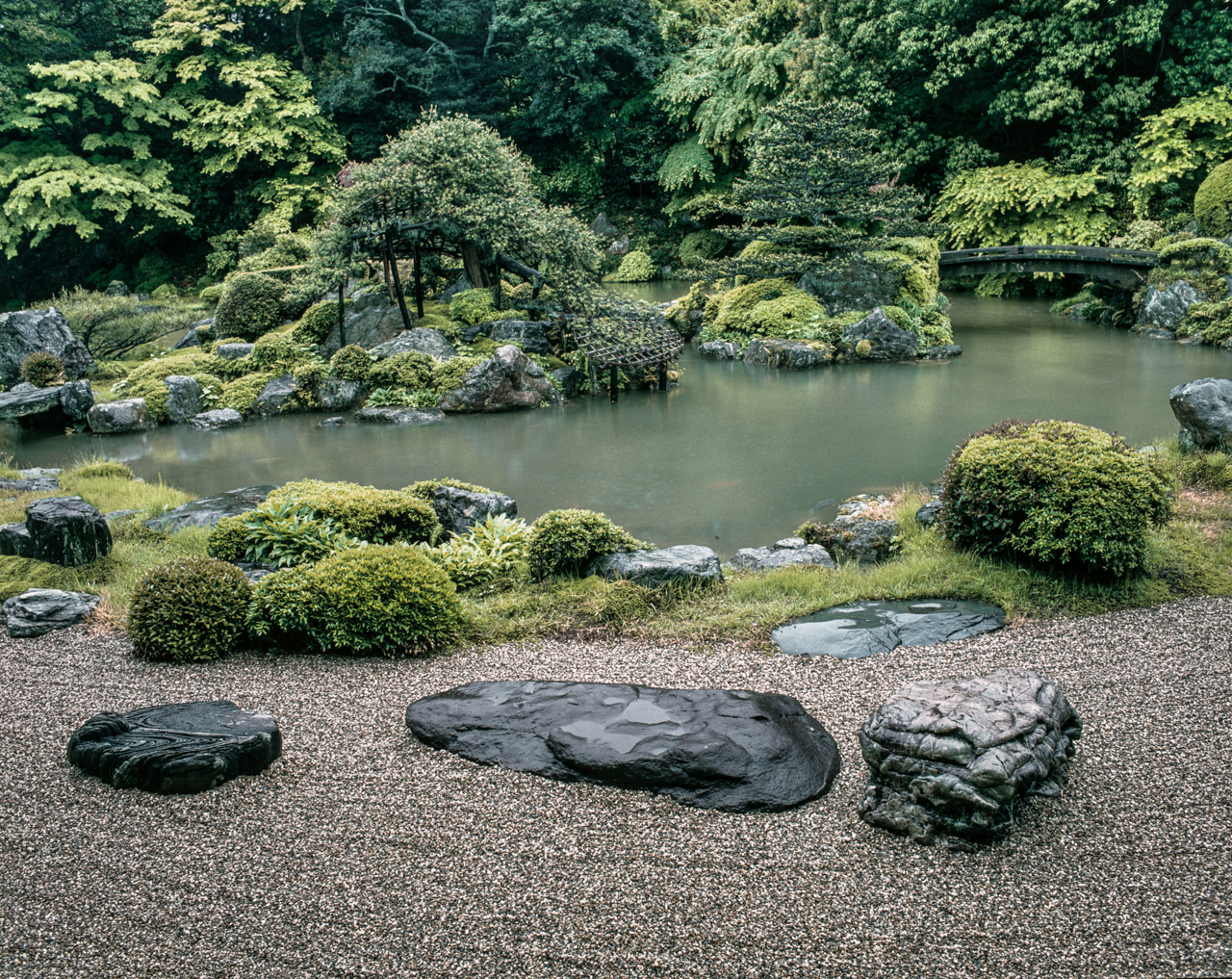
Vista del jardín del templo.

Sanbō-in (三宝院, Sanbō-in)  es un templo budista en el sur de Kioto, Japón, conocido hoy en día principalmente por la calidad de su jardín.

## Historia
Sanbō-in se estableció en el período Azuchi-Momoyama (1582-1615). Era un subtemplo de Daigo-ji, que es un templo del período Heian fundado en 902. El complejo del templo se había deteriorado durante el período Sengoku.
La mayoría de los edificios actuales y el jardín de Sanbō-in datan de finales del siglo XVI. El jardín está diseñado como un jardín de paseo con un gran estanque y varios caminos y puentes. Se dice que contiene más de 700 piedras; y una de ellas, llamada la «piedra Fujito», se dice que costó más de 5.000 fanegas de arroz. Sanbō-in es también una notable ilustración de un jardín paisajístico diseñado para ser visto desde una perspectiva específica dentro de un edificio. Como se expuso en el período Momoyama, el jardín sigue siendo uno de los mejores usos de la «grulla fortuita», la «tortuga» y la «isla de la eterna juventud». Estos términos poéticos identifican formas específicas en las que las piedras y los estanques están en una relación prescrita y esotérica.
En 1598, Toyotomi Hideyoshi ayudó a rediseñar el jardín antes de su famosa fiesta para ver los cerezos en flor. El karamon fue transferido al castillo de Fushimi-Momoyama o construido allí al mismo tiempo, y el salón principal (表書院 omote shoin), otro Tesoro Nacional, fue terminado poco antes de la muerte de Hideyoshi en septiembre de ese año. El jardín previsto por Hideyoshi no se completó hasta 1618, y Yoshiro, el jardinero jefe, recibió el título de "Kentei" («Excelente jardinero») por su trabajo.